# Carles III de Provença
Carles III de Provença i IV d'Anjou o V d'Anjou (1436 - Marsella, 1481) fou comte de Guisa, Maine i Mortain (1472-1481) i duc d'Anjou i comte de Provença (1480-1481). Fill de Carles d'Anjou i d'Elisabet de Luxemburg i, per tant, net de Lluís II d'Anjou, comte de Provença i rei de Nàpols, i de Violant d'Aragó. A la mort del seu pare l'any 1472 va heretar els títols adjacents al títol principal de comte-duc d'Anjou. En la numeració del ducat d'Anjou sovint se'l presenta com a Carles V enfront del Carles IV correcte.
El 1480, a la mort del seu oncle Renat I, el va succeir com a cinquè duc d'Anjou així com a comte de Provença. La successió recaigué en Carles, ja que en aquell any Renat d'Anjou tan sols tenia una única filla supervivent, Violant, que havia rebut ja el comtat de Bar i el ducat de Lorena. El 1474 es casà amb Joana de Lorena, filla de Violant d'Anjou i, per tant, neta de Renat. D'aquest matrimoni no hi hagué descendència. A la seva mort el comtat de Provença, així com el títol de Duc d'Anjou, passà al seu cosí el rei de França Lluís XI i s'integrà a la corona francesa.